# Campionat d'Àsia-Oceania de corfbol 2010
El Campionat d'Àsia-Oceania de corfbol 2010 es disputà a la Xina entre el 3 i el 8 d'abril, amb la participació de 8 seleccions nacionals.

## Primera fase
| GRUP A      | Pts | J | G | P | PF  | PC  | DP   |
| ----------- | --- | - | - | - | --- | --- | ---- |
| Xina Taipei | 9   | 3 | 3 | 0 | 108 | 49  | +59  |
| Xina        | 6   | 3 | 2 | 1 | 65  | 48  | +17  |
| Índia       | 3   | 3 | 1 | 2 | 99  | 60  | +39  |
| Pakistan    | 0   | 3 | 0 | 3 | 32  | 147 | -115 |

| GRUP B        | Pts | J | G | P | PF | PC | DP  |
| ------------- | --- | - | - | - | -- | -- | --- |
| Hong Kong     | 9   | 3 | 3 | 0 | 61 | 36 | +25 |
| Austràlia     | 6   | 3 | 2 | 1 | 75 | 38 | +37 |
| Nova Zelanda  | 3   | 3 | 1 | 2 | 38 | 49 | -11 |
| Corea del Sud | 0   | 3 | 0 | 3 | 20 | 71 | -51 |

| 03/04/10 Arxivat 2012-02-26 a Wayback Machine. | Taipei Xinès | 21-9  | Xina     |
| 03/04/10 Arxivat 2012-02-26 a Wayback Machine. | Índia        | 63-1  | Pakistan |
| 04/04/10 Arxivat 2012-02-26 a Wayback Machine. | Taipei Xinès | 38-17 | Índia    |
| 04/04/10 Arxivat 2012-02-26 a Wayback Machine. | Xina         | 35-8  | Pakistan |
| 05/04/10 Arxivat 2012-02-26 a Wayback Machine. | Taipei Xinès | 49-23 | Pakistan |
| 05/04/10                                       | Xina         | 21-19 | Índia    |

| 03/04/10 Arxivat 2012-02-26 a Wayback Machine. | Austràlia    | 19-20 | Hong Kong     |
| 03/04/10 Arxivat 2012-02-26 a Wayback Machine. | Nova Zelanda | 16-7  | Corea del Sud |
| 04/04/10 Arxivat 2012-02-26 a Wayback Machine. | Austràlia    | 23-10 | Nova Zelanda  |
| 04/04/10 Arxivat 2012-02-26 a Wayback Machine. | Hong Kong    | 22-5  | Corea del Sud |
| 05/04/10 Arxivat 2012-03-11 a Wayback Machine. | Austràlia    | 33-8  | Corea del Sud |
| 05/04/10 Arxivat 2012-03-11 a Wayback Machine. | Hong Kong    | 19-12 | Nova Zelanda  |

## Fase final
|  | Semifinals  | Semifinals |    |           | Final       | Final |
|  |             |            |    |           |             |       |
|  | April 7     |            |    |           |             |       |
|  | Xina Taipei | 27         |    |           |             |       |
|  | Austràlia   | 16         |    |           |             |       |
|  |             |            |    |           |             |       |
|  |             |            |    |           | April 8     |       |
|  |             |            |    |           | Xina Taipei | 27    |
|  |             | Xina       | 19 |           |             |       |
|  |             |            |    |           |             |       |
|  |             |            |    |           |             |       |
|  |             |            |    |           | Tercer lloc |       |
|  | April 7     | April 7    |    | April 8   | April 8     |       |
|  | Hong Kong   | 20         |    | Austràlia | 24          |       |
|  | Xina        | 24         |    |           | Hong Kong   | 19    |

5a-8a llocs
| 07/04/10 Arxivat 2012-03-11 a Wayback Machine. | Índia        | 36-5 | Corea del Sud |
| 07/04/10 Arxivat 2012-03-11 a Wayback Machine. | Nova Zelanda | 34–8 | Pakistan      |

Semifinals
| 07/04/10 Arxivat 2012-03-11 a Wayback Machine. | Taipei Xinès | 27-16 | Austràlia |
| 07/04/10 Arxivat 2012-03-11 a Wayback Machine. | Hong Kong    | 10–28 | Xina      |

Partits finals
| 08/04/10                                       | Corea del Sud | 27–10 | Pakistan     |
| 08/04/10 Arxivat 2012-03-11 a Wayback Machine. | Índia         | 34–10 | Nova Zelanda |
| 08/04/10 Arxivat 2012-03-11 a Wayback Machine. | Austràlia     | 24–19 | Hong Kong    |
| 08/04/10 Arxivat 2012-03-11 a Wayback Machine. | Taipei Xinès  | 27–19 | Xina         |